# Pas comme ma mère
Pas comme ma mère (France) ou Personne ne touche à la vie de Lisa (Québec) (Lisa Simpson, This Isn't Your Life) est le 5e épisode de la saison 22 de la série télévisée Les Simpson.

## Synopsis
Lisa apprend que Marge était une brillante élève avec d'excellents résultats scolaires jusqu'à ce qu'elle rencontre Homer et que ses notes chutent brutalement. Pour ne pas faire la même erreur, Lisa veut absolument poursuivre ses études seule, sans se laisser distraire. Jusqu'à ce que Marge lui propose un marché pour obtenir l'école de ses rêves. Pendant ce temps, Bart remet involontairement Nelson à sa place et peut prétendre au titre de petite brute de l'école.

## Audience américaine
L'épisode a attiré lors de sa première diffusion 8.97 millions de téléspectateurs.